# Antherophagus convexulus
Antherophagus convexulus is een keversoort uit de familie harige schimmelkevers (Cryptophagidae). De wetenschappelijke naam van de soort werd in 1863 gepubliceerd door John Lawrence LeConte.